# Trójkąt wstęgi

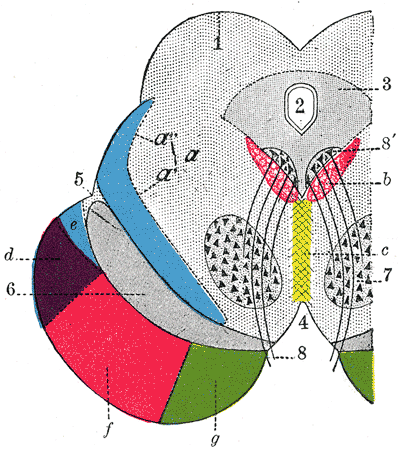
Trójkąt wstęgi znajduje się w obrębie śródmózgowia, którego przekrój widać powyżej. Wstęgi zaznaczono barwą niebieską: a' – wstęga przyśrodkowa, a – wstęga boczna

Trójkąt wstęgi (łac. trigonum lemnisci) – struktura anatomiczna leżąca w obrębie śródmózgowia, na jego powierzchni grzbietowej (ośrodkowy układ nerwowy).
Swą nazwę trójkąt wstęgi czerpie od przebiegających w jego obrębie włókien nerwowych wstęg, zarówno wstęgi przyśrodkowej, jak i bocznej.
Trójkąt wstęgi jest to pole znajdujące się poniżej ramienia wzgórka dolnego (brachium colliculi inferioris), zwanego także ramieniem czworaczym dolnym. Najwyraźniejsze jest przednie odgraniczenie tego pola. Od przodu jest ono odgraniczone bruzdą boczną odnogi mózgu, jak też przedłużeniem tej bruzdy w kierunku dolnym. Za tym odgraniczeniem znajduje się już konar środkowy móżdżku. Odgraniczenia górne i dolne są już znacznie gorzej zaznaczone. Dolny bok trójkąta wstęgi sąsiaduje z konarem górnym móżdżku. Natomiast górny bok trójkąta wstęgi leży przy wzgórku dolnym i jego ramieniu.
W obrębie trójkąta wstęgi, pomiędzy włóknami wstęg, leży skupisko istoty szarej. Nazywa się je jądrem tylnym wstęgi bocznej (nucleus lemnisci lateralis posterior). Jądro to może uwypuklać powierzchnię trójkąta wstęgi – obserwuje się wtedy niewielką wyniosłość owalnego kształtu.